# Lista de episódios de Naruto Shippuden (8.ª temporada)
Esta é uma lista de episódios da oitava temporada de Naruto Shippuden. Foi exibida entre 7 de outubro de 2010 e 31 de março de 2011, compreendendo do episódio 180 ao 205. 
| # | Título                                                      | Estreia    |
| --- | ----------------------------------------------------------- | ---------- |
| 180 | "A Coragem de Inari é Posta à Prova" "イナリ、試される勇気" | 7/10/2010  |
| (Semi-Filler) Inari e Tazuna chegam à Konoha para reconstruir a vila. Naruto relembra um momento inédito da saga do país das Ondas, onde Inari tenta ganhar coragem enfrentando os samurais de Gatou, sendo salvo por Naruto e Sasuke. |                                                             |            |
| 181 | "Lições de Vingança de Naruto" "ナルト、仇討ち指南塾"       | 14/10/2010 |
| (Semi-Filler) Inari se despede de Naruto. Naruto e Sakura relembram uma missão onde Naruto ensina a Tsukado lições de vingança, pois acham que ele matou um amigo dele, que na verdade caiu e bateu de cabeça em uma pedra. |                                                             |            |
| 182 | "O Elo de Gaara" "我愛羅『絆』"                             | 21/10/2010 |
| (Filler) Gaara relembra outros recentes fatos depois que desiste de perseguir Konoha, e de quando desenvolveu laços com a equipe Kakashi. Gaara, Kankuro e Temari se entristecem com a destruição em Konoha, e Gaara afirma que a vila está boa pois ela tem Naruto. Kankuro constrói uma nova marionete. |                                                             |            |
| 183 | "Naruto: Epidemia" "ナルト・アウトブレイク"                 | 28/10/2010 |
| (Filler) Sakura relembra do inferno que fez Naruto passar quando Konoha decide capturá-lo por causa de um simples espirro. |                                                             |            |
| 184 | "Parta Equipe Tenten" "出撃! テンテン班"                    | 4/11/2010  |
| (Filler) Tenten e Neji relembram como foi uma missão para buscar suprimentos de armas do Sr. Iou para a aldeia da folha com Naruto no time e Tenten como capitã. Eles visitam Iou para buscar novas armas para Konoha, para reforçar as forças da vila pela invasão de Pein. |                                                             |            |
| 185 | "Distrito Animal!" "アニマル番外地"                         | 11/11/2010 |
| (Filler) Um avestruz relembra de quando Naruto parte com Jiraiya para treinar e quando Sasuke corta laços com Konoha e também de uma missão quando Naruto, Lee, Shino, e Kotetsu tentaram capturá-lo e devolvê-lo ao seu dono. |                                                             |            |
| 186 | "Ah, a Medicina da Juventude!" "ああ、青春の漢方丸"         | 18/11/2010 |
| (Filler) Lee relembra de quando Gai faz para ele uma bebida especial de juventude, mas falta um ingrediente: a flor jofuku, que se encontra na fronteira da Terra do Fogo. Essa flor cresce com sete cores e cura qualquer doença. Naruto, Sakura e Ino partem em uma missão para pegá-la. A história se passa nos episódios 98 e 99 da fase clássica de Naruto. Naruto enfrenta um Gaara impostor. |                                                             |            |
| 187 | "Mestre e Aluno, o Grande treinamento" "ド根性師弟修業編"   | 25/11/2010 |
| (Filler) A história se passa em um pedaço no episódio 135 em que Jiraiya pede a Naruto para esquecer de Sasuke antes de Naruto, Sakura e Jiraiya irem ao País do Arroz e num arco-Filler do episódio 220 da fase clássica depois de salvarem Matsuri. Jiraiya e Naruto partem de Konoha e Naruto estende sua mão fechada ao seu pai, o ex-quarto Hokage. Naruto e Jiraiya partem para treinar. Naruto treinava com Jiraiya na tentativa de trazer Sasuke a Konoha, ele e Jiraya treinam como escapar de um genjutsu, pois com o Sharingan Sasuke pode aprender a dominar genjutsus. Naruto e Jiraya se infiltram em uma vila que é controlada pela Aldeia da Chuva. |                                                             |            |
| 188 | "Memórias de Mestre e Aluno Corajosos" "ド根性師弟忍風録"   | 25/11/2010 |
| (Filler) Naruto e Jiraya se infiltram na vila que é controlada pela Aldeia da Chuva para salvar Kanichi, filho de Sunkune, que foi morto por Kandachi e Yone, que fora feita refém com os moradores da aldeia. Lutam contra o líder da aldeia dominada, que usa neles um genjutsu, mas acaba sendo salvo por Kanichi. Ainda nesse episódio, Naruto desenvolve pela primeira vez o Oodama Rasengan. |                                                             |            |
| 189 | "A Enciclopédia de Patas do Sasuke" "サスケの肉球大全"      | 2/12/2010  |
| (Filler) A Avó Gato e Nekomata relembram de uma missão em que Sasuke, Naruto e Sakura partem para conseguir a impressão do Nekomata. Nekomata os enfrenta apenas para atender a um pedido de Itachi. Nekobaa ainda já tinha feito uma aparição no episódio 118 em Shippuden quando Sasuke aparece crescido acompanhado de Suigetsu, Juugo e Karin. |                                                             |            |
| 190 | "Naruto e o Velho Soldado" "ナルトと老兵"                   | 9/12/2010  |
| (Filler) Naruto conhece um velho genin, que trabalhou com o Nidaime, Sandaime e Yondaime. Eles e outros dois ninjas partem para patrulhar a fronteira norte da Terra do Fogo da Vila da Pedra, que ameaçava invadir depois do ataque causado por Gaara e Orochimaru. |                                                             |            |
| 191 | "A melodia de amor de Kakashi" "カカシ恋歌"                 | 16/12/2010 |
| (Filler) Kakashi reencontra uma antiga amiga que canta e toca muito bem, da Vila da Fechadura, no País da Chave. ela foi pega suspeita de juntar informações sobre a Terra do Fogo. Inoichi vasculha a mente dela, e descobre que ela tem memórias de Kakashi quando criança-adolescente. Inoichi pede para Kakashi investigar o que ela esconde. Naruto, Sasuke e Sakura decidem persegui-los, pois após eles saírem, o time 7 pensa que ela e Kakashi estão namorando. Ela foi enviada para conseguir informações de Konoha enquanto Inoichi via a sua mente, pois seu olho direito vê o mundo interno dela (o seu cérebro). Konoha, sem saber disso, decide trocá-la por um outro membro da folha que foi capturado, mas Kakashi descobre isso utilizando seu sharingan convence Konoha de não deixá-la ir. Depois de Hanare descobrir de seu verdadeiro propósito e do porque da última ocasião em que conheceu Kakashi quando eram ainda crianças. Kakashi a encurralá-la e, depois de uma conversa, em que ela afirma que deletou tudo o que descobriu sobre Konoha, tenta provar, e conta o que pensa sobre a vila, ele resolve deixá-la ir. |                                                             |            |
| 192 | "As Crônicas de Neji" "ネジ外伝"                            | 23/12/2010 |
| (Filler) Neji conta a Konohamaru, Udon e Moegi da academia ninja, sobre as conquistas na vida de Naruto, e Neji conta uma história de uma missão em que durante o ataque da Vila da Areia e a do Som, Hinata foi sequestrada por ninjas da aldeia da nuvem. Então o Ancião dos Hyuuga manda Neji, Tenten e Kiba para trazer Hinata de volta ou o segredo do Byakugan seria revelado. Contudo Neji é salvo por Hiashi, e ele responde que Kiba, Hinata e Tenten foram ajudados por Ko. Depois da morte de Sandaime, Neji responde dizendo não guardar mais rancor do clã Hyuuga e decide seguir seu próprio caminho. |                                                             |            |
| 193 | "O homem que já morreu duas vezes" "二度死んだ男"           | 6/1/2011   |
| (Filler) Naruto reconhece em uma foto um homem fantasma chamado Kisuke, da ANBU, que acreditava estar morto, porém estava vivo. Ele teve a sua alma selada por um ninja chamado Sabiru, que era um espião que se infiltrara na Aldeia da Folha, e que Kisuke estava investigando. Naruto disfarçado de Kisuke aparece e conta a Kakashi que Sabiru é um espião. Naruto e Kisuke enfrentam Sabiru, mas Kabuto o mata com uma agulha no pescoço. Kisuke parte em paz. |                                                             |            |
| 194 | "A pior corrida de três pernas" "最悪の二人三脚"            | 13/1/2011  |
| (Filler) Naruto e Sakura relembram de uma missão onde ele, Sasuke e Sakura tinham que recuperar o tesouro da irmã de um senhor feudal, que havia sido roubado por bandidos. Sakura é capturada, e Naruto e Sasuke ficam com as mãos grudadas um no outro pelo jutsu inimigo e que não poderiam usar jutsus. Naruto relembra a Sasuke das palavras que Kakashi havia dito "aqueles que quebram as regras, são chamados de escoria. Mas aqueles que abandonam seus companheiros, são piores que as escoria". |                                                             |            |
| 195 | "Cooperação, Equipe 10" "連携、第十班"                      | 20/1/2011  |
| (Filler) Shikamaru, Ino e Chouji relembram quando eles e o time Kakashi são mandados para proteger a colheita de uma vila desconhecida, e resgatar uma refém, que era a neta do líder da vila, de um grande grupo de bandidos. Durante a missão, Shikamaru desconfiou de que Tofu era um espião mandado por Baji para despistar Kakashi e Asuma e destruir os grupos genin. |                                                             |            |
| 196 | "Rumo às trevas" "闇への疾走"                               | 27/1/2011  |
| (Filler) Sasuke e Naruto relembram de uma missão em que Tsunade manda Naruto (disfarçado de Sasuke) e Sakura proteger uma menininha chamada Naho enquanto Sasuke e Kakashi deveria caçar os criminosos que iriam caçar a tal menininha. Durante a missão, um ninja doton relembra a Sasuke das lembranças do clã Uchiha e de Itachi, que faz Sasuke o espancar até a morte, mas Kakashi o detêm. |                                                             |            |
| 197 | "O Sexto Hokage Danzou" "六代目火影ダンゾウ"                | 10/2/2011  |
| Naruto, Sakura e Kakashi recebem a notícia de Kiba dizendo que Danzou se tornou Hokage e declarou Sasuke como fugitivo. Sakura e Naruto procuram Sai para falar de Danzou mas Sai responde porque estava preso ao Tsukuyomi na lingua e diz que seria impossível falar de Danzou, mas enfrenta o time Samui. Karui revela que Sasuke se aliou a Akatsuki e sequestrou Killer Bee, que deixa Sakura entristecida, mas Naruto diz que precisam de Killer Bee vivo por ser um Jinchuuriki, porque Naruto também é um. O time Samui o pede para acompanhá-los, enquanto Sai vai atrás. Madara revela a Sasuke que falhou na missão de capturar Killer Bee. |                                                             |            |
| 198 | "A Véspera da Reunião dos 5 Kages" "会議前夜"               | 10/2/2011  |
| O time Samui aborda Naruto e pede para que fale de Sasuke, mas Naruto pensa em Jiraiya, de quando Shikamaru tinha dito quando pensava quando ainda o considerava como um membro da folha, da luta que tinha com Sasuke e Pain, da promessa de Sakura em trazer Sasuke e também de seu contato com seu pai na luta contra Pain e como resposta Naruto diz de que não poderia falar de Sasuke por ser membro da folha e como resposta descarregasse seu ódio nele. Karui ouvindo aquilo, o castiga espancando impiedosamente, mas Sai aparece e responde dizendo de que não deveria sofrer por causa de Sasuke, mas Naruto pede para não intervir. Omoi pede para parar de castigar Naruto e diz acreditar nele e que estava de acordo de que não revelaria de Sasuke e se retiram. Naruto pede para chamar Kakashi, Sai solicita a presença de Sakura, mas Naruto diz que não porque não queria preocupá-la tanto. Kakashi vai até onde está Naruto, conversam do quarto Hokage e de Madara e pretendem ir para o País do Ferro. Madara ordena o Zetsu para conduzir Sasuke até a conferência dos 5 Kages. Danzou designou Fuu Yamanaka e Torune Aburame a acompanhar na conferência dos 5 Kages. |                                                             |            |
| 199 | "Os 5 Kages aparecem" "五影登場"                            | 17/2/2011  |
| Konohamaru e Naruto fazem um plano de distração para despistar os ninjas de Danzou, mas Kakashi os engana usando um genjutsu. Kakashi pede para Sai mandar uma pista falsa para Danzou, mas Sai reluta dizendo que não confiam nele, mas Kakashi sorri dizendo que confia nele e também por ser membro do time 7. Os Kages de todas as vilas aparecem para irem para o País do Ferro. Yamato vigia o time Samui para saber se faria algum movimento. O time 7, Kakashi, Naruto e Yamato partem da Vila Oculta da Folha. Durante a viagem, o time Samui descobre que o time 7 os seguiu, eis que surge o Raikage Killer Ei. |                                                             |            |
| 200 | "O Apelo de Naruto" "ナルトの嘆願"                          | 24/2/2011  |
| Kakashi fala de que Naruto queria fazer um pronunciamento, Naruto aparece e implora a Raikage para que não mate Sasuke, mas o Raikage responde dizendo que mataria Sasuke e por ser fugitivo. Raikage e seu grupo foi embora e Naruto passa mal. Todos os 5 Kages se reúnem para dar o veredito. Os Kages decidem criar uma aliança entre as Cinco Nações para acabar com a Akatsuki, e o líder do País do Ferro Mifune decide que o Hokage Danzou será o líder dessa aliança. Sai reflete de um diálogo que teve com Naruto quando pergunta a ele se realmente gosta de Sakura mas Naruto reluta dizendo como deveria dizer o que realmente sente se demonstra ser incapaz de cumprir a promessa que tinha feito a ele há 3 anos e decide ir a tenda para falar de Naruto a Sakura. |                                                             |            |
| 201 | "Uma decisão dolorosa" "苦渋の決断"                         | 3/3/2011   |
| Os times 8, 9 e 10 se reunem para saber que posição deveriam tomar sobre Sasuke. Ino chora ao saber que Sasuke é declarado como fugitivo enquanto Shikamaru ia procurar Naruto e Sakura para saber que medida tomar em relação ao Sasuke. Ao percebe que Danzou estava manipulando Mifune e percebe um inúmero de Sharingans em seu braço direito e um deles em seu olho direito é o Sharingan de Uchiha Shisui. Sai conta a Sakura que Naruto, Yamato e Kakashi foram para o País do Ferro para achar um jeito de que Raikage e Sasuke não se enfrentem e também fala dos sentimentos de Naruto por Sakura, que a deixa entristecida. Shikamaru fala de que os times 8, 9 e 10 iria se encarregar de Sasuke para que não cause uma guerra entre as outras aldeias. Perplexa do que acabou de ouvir e por ter causado o sofrimento de Naruto, Shikamaru pergunta do Naruto, mas Sai responde dizendo que ele foi junto de Yamato e Kakashi para o País do Ferro para convencer o Raikage para que não mate Sasuke, mas Sakura fala de que ela própria falaria com Naruto. Zetsu aparece no meio da reunião dos cinco kages e avisa que Sasuke já está ali. Raikage o enforca e aparentemente o mata. No País do Ferro, Madara aparece para conversar com Naruto. |                                                             |            |
| 202 | "Trovão Veloz" "疾風る雷"                                   | 10/3/2011  |
| Madara é cercado por Yamato e Kakashi, mas Madara afirma que só veio apenas para conversar. Raikage que tinha nocalteado Zetsu, ordena para Shee e Darui o acompanhar, pede para Ao vigiar Danzou e derruba a parede. Logo no País do Ferro, Juugo enfrenta o pelotão samurai, mas Sasuke os engana com um genjutsu. Durante a reunião, Gaara pergunta ao Tsukikage se desde quando eles renunciaram a si próprios. Raikage foi comprovar o que era e descobre que na verdade era Sasuke. Juugo libera sua marca da maldição no nível 3, e enfrenta Raikage, perdendo. Shee é pego em um genjutsu, e Sasuke e o Raikage começam a lutar. Chidori e o relâmpago de Raikage começam a se colidir. Kurotsuchi pede para participar da luta, mas Tsushikage diz para não se envolver muito para não correr perigo. |                                                             |            |
| 203 | "O Caminho Ninja de Sasuke" "サスケの忍道"                  | 17/3/2011  |
| Madara começa a explicar sobre a lenda do Rikudou Sennin, e sobre o que deixou Sasuke no caminho das trevas. Kakashi pergunta a Madara qual era seu objetivo em reunir tantos Bijuus e se o que chamam de Tobi era mesmo Madara, mas Madara responde que esse não era o lugar para acertarem suas diferenças. Sasuke e Raikage mediam suas forças, mas Sasuke revela seu Mangekyou Sharingan e libera o Susanoo e usa o Amaterasu, que faz o Raikage arrancar seu braço esquerdo. Sasuke leva a luta até o conselho. Gaara fica perplexo com a mudança de Sasuke, e menciona do Naruto quando disse que iria levá-lo de volta para Vila Oculta da Folha, mas Sasuke responde dizendo que aquele antigo Sasuke estava morto e que somente o ódio o movia. Começa a luta entre Sasuke e os 5 Kages. |                                                             |            |
| 204 | "A Força dos 5 Kages" "五影の実力"                          | 24/3/2011  |
| Killer Bee que tinha sido dado como capturado, reaparece em algum lugar do oceano. Logo no País do Ferro, Kakashi deixa claro para que o que Madara contou ficasse somente entre eles e para não revelar o que foi dito na última aparição de Madara. Com a destruição causada por Sasuke, os 5 Kages e seus guarda-costas ajudam a evitar uma tragédia causada pelas ações de Sasuke. Suigetsu e Juugo usam as armaduras dos samurais e aproveitam para fugir. Danzou aproveita a confusão para fugir, mas Ao o segue. Durante a luta, Mei o encurrala, mas Sasuke aproveita para fugir com a ajuda de Zetsu. Durante a confusão, Tsuchikage o abate, mas acaba sendo salvo por Madara. Madara começa falar de seu plano Tsuki No Me. |                                                             |            |
| 205 | "Declaração da Guerra" "宣戦布告"                           | 31/3/2011  |
| Madara afirma dizendo que precisaria dos 9 Bijuus para trazer o Juubi, restaurar seus poderes para aplicar o Mugen Tsuki no me (Tsuki no me Infinito) na lua cheia e somente ele seria o regente desse mundo. Os 5 Kages eram contra a política dele e decidem enfrentá-lo, mas Madara responde dizendo de que esse não era o lugar adequado para se acertarem, declara guerra e desaparece levando consigo Sasuke e Karin, mas Suigetsu e Juugo ficam para trás. Sasuke e Karin foram levados em alguma outra dimensão para curar os ferimentos dele. Com a fuga de Danzou, os outros Kages tentam eleger outra pessoa para o posto de Hokage e Gaara indica Kakashi para representar para o posto de Hokage. Os times 7, 8, 9 e 10 se reúnem mas, sem Naruto porque estava com Kakashi e Yamato. Sakura deixa bem claro para não contar ao Naruto o que aconteceu e pede para Rock Lee e Kiba para acompanharem, mas Sai pede também para acompanhá-los por também ser membro do time 7. Kiba reclama que tudo que Ino fazia era chorar enquanto menciona de Sakura que se preparava para o pior. Naruto reflete das últimas palavras de Madara e resolve entrar no modo Sennin para ver Sasuke para comprovar se tudo o que Madara dizia era verdade. Yamato e Kakashi trabalham nos reparos da cabana causado pela luta entre eles e Madara. Depois de Naruto ter conseguido atingir no modo Sennin, Sakura, Rock Lee, Kiba e Sai chegam ao País do Ferro e o interrompe quando Naruto tinha quase atingido o modo Sennin. Sakura fala que quer conversar com Naruto. |                                                             |            |